# Penàguila
Penàguila (spanisch Penáguila) ist eine Gemeinde im Südosten von Spanien in der Provinz Alicante in der Valencianischen Gemeinschaft. 2024 hatte die Gemeinde 293 Einwohner.

## Geografie
Penàguila liegt etwa 50 Kilometer nordnordöstlich von Alicante in einer Höhe von ca. 680 m. 

## Demografie
| 1900 | 1930 | 1950 | 1970 | 1981 | 1991 | 2001 | 2011 | 2021 |
| ---- | ---- | ---- | ---- | ---- | ---- | ---- | ---- | ---- |
| 1366 | 1117 | 1103 | 611  | 423  | 352  | 372  | 324  | 275  |

## Sehenswürdigkeiten
- Burgruine

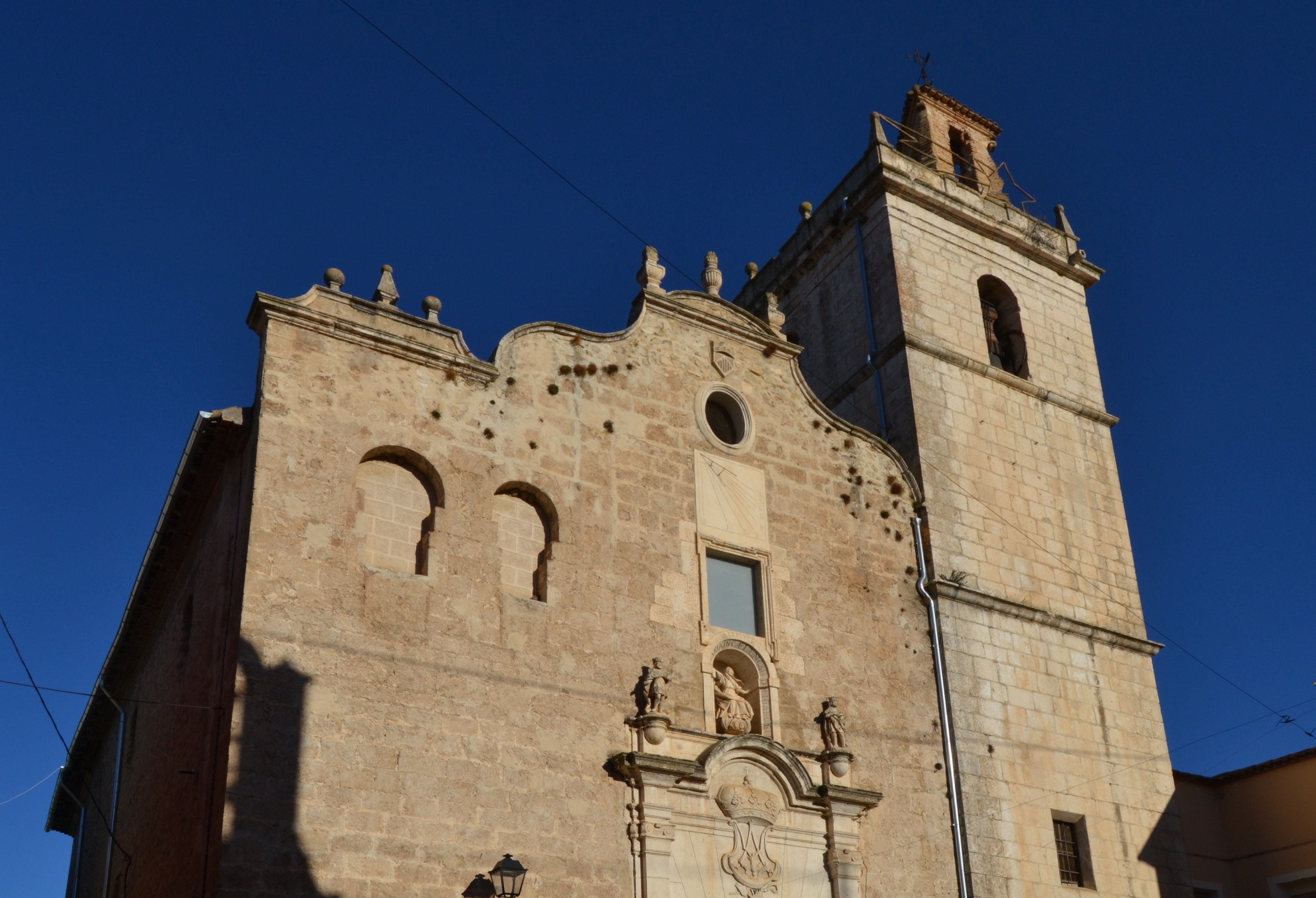
Kirche Mariä Himmelfahrt
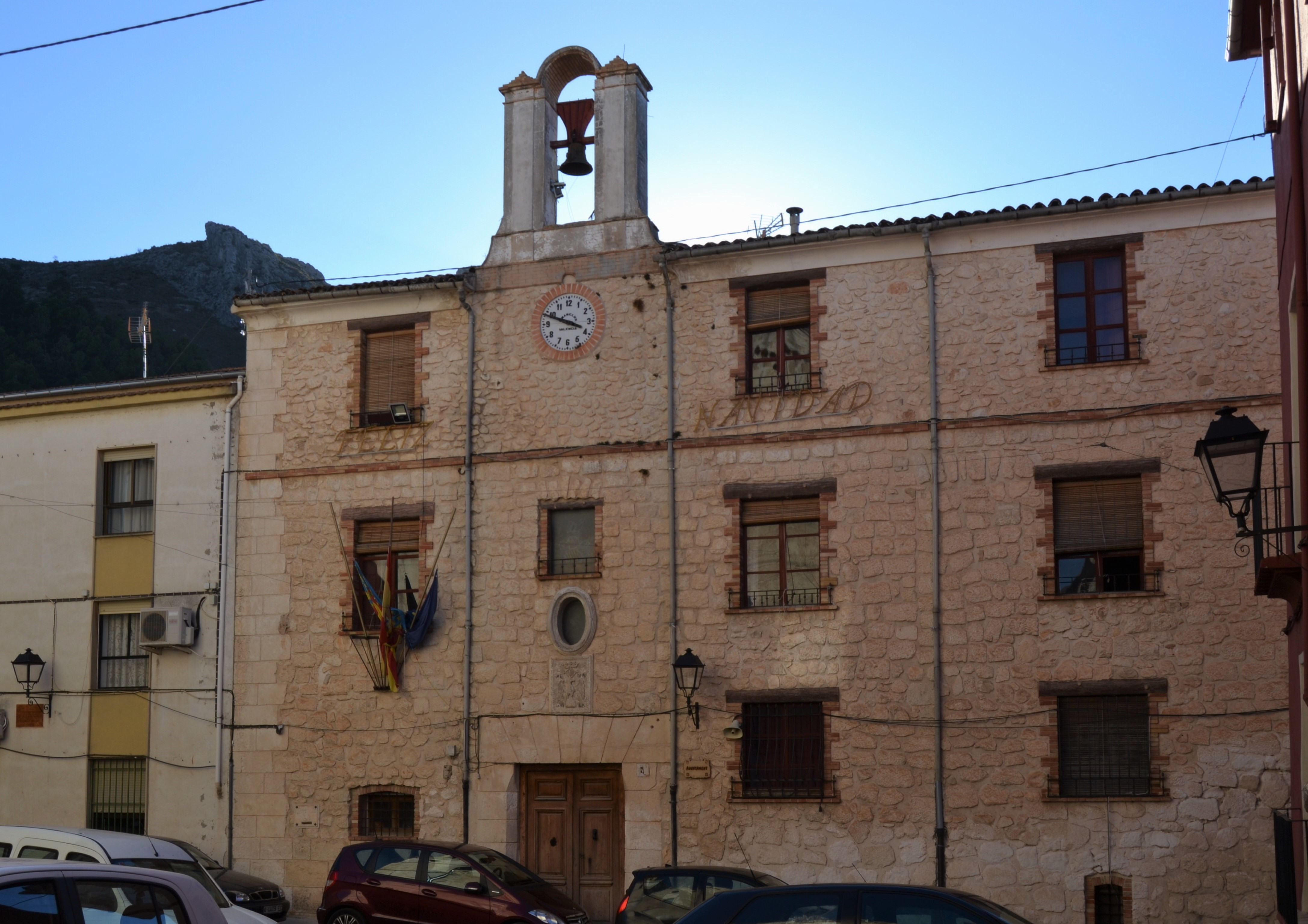
Rochuskapelle

- Kirche Mariä Himmelfahrt
- Rathaus

## Persönlichkeiten
- Bernat Fenollar (1435/1440–1516), Mönch und Dichter
- Joaquín Company (1732–1813), Erzbischof von Saragossa (1797–1800) und von Valencia (1800–1813)